# Tappan Zee Bridge
De Tappan Zee Bridge (officieel Gouverneur Malcolm Wilson Tappan Zee Bridge) is een cantileverbrug in de staat New York over de Hudsonrivier bij een van de breedste punten, de Tappan Zee. Haar naam is ontleend aan een indianenstam uit het gebied, de "Tappan", en "Zee" van het het Nederlandse woord zee. Het verbindt Nyack met Tarrytown.
De totale lengte van de brug is ongeveer 4.881 meter (16.013 voet, iets meer dan 3 mijl). De cantileveroverspanning is 369,42 meter (1212 voet) met een maximale doorvaarthoogte van 42 meter (138 voet). De brug ligt ongeveer 40 km (25 mijl) ten noorden van Midtown Manhattan. Op een heldere dag is de skyline van Manhattan vanaf de brug waar te nemen.
De brug maakt deel uit van de New York State Thruway hoofdroute en tevens is aangewezen als Interstate 87 en Interstate 287. De overspanning bevat zeven rijbanen voor het autoverkeer. De middelste baan is een wisselstrook en kan worden omgeschakeld tussen oostwaarts en westwaarts verkeer, afhankelijk van de heersende verkeersrichting van het pendelverkeer op weekdagen. De middelste baan is de oostwaartse richting in de ochtend en de westwaartse richting in de avond. De omschakeling wordt gerealiseerd met een verplaatsbare barrière.
Zelfs met de wisselstrook is de verkeersdoorstroom vaak erg traag.
De brug vormt een van de belangrijkste overspanningen voor het oversteken van de Hudsonrivier ten noorden van New York. Over de brug rijdt een groot deel van het verkeer tussen het zuiden van New England en gebieden ten westen van de Hudson.
Met ingang van januari 2009 betaalt elke personenauto in oostwaartse richting een tol van $5,00 in contanten of 4,75 dollar met E-ZPass.
In 2017 werd de hele brug vervangen door een modernere en veiligere brug.
- Virtual International Authority File: 315531170